# Zona termicamente afetada

A secção transversal de uma solda, em cinza escuro, representando a solda ou zona de fusão, em cinza a zona termicamente afetada, e o cinza claro o material base.

Zona termicamente afetada (em inglês:  Heat-Affected Zone - (HAZ)) é a região da solda que não se fundiu durante a soldagem, porém teve sua microestrutura e propriedades alteradas pelo calor induzido pela soldagem ou operações de corte. O calor do processo de soldagem e posterior resfriamento faz com que aconteça a alteração na área circundante da solda. A extensão e magnitude da mudança de propriedade depende principalmente do material de base, o metal de enchimento de solda, e a quantidade e concentração de entrada de calor pelo processo de soldagem.

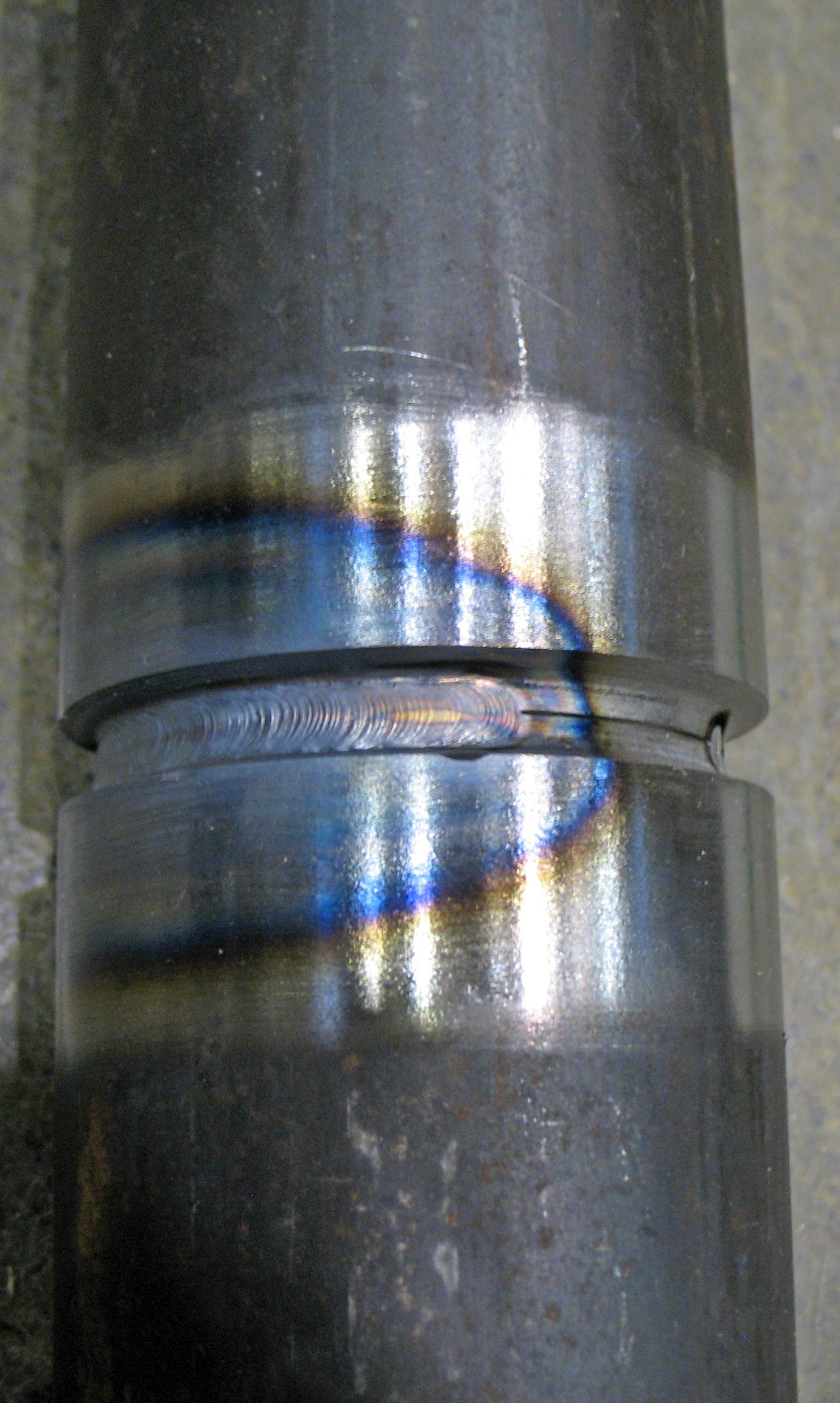
Cordão de solda com uma ZTA

A difusividade térmica do material de base, desempenha um grande papel, se a difusividade é alta, o material possui uma alta taxa de resfriamento e uma pequena zona termicamente afetada. Uma difusividade baixa possui uma taxa de resfriamento mais lenta tendo assim uma ZTA maior. A quantidade de calor introduzido pelo processo de soldagem desempenha um papel importante também, como processos de Soldagem oxicombustível que possui calor inicial muito alto fazendo a ZTA aumentar de tamanho. Processos como solda a laser e soldagem por feixe de elétrons dão uma quantidade muito concentrada e limitada de calor, resultando em uma pequena ZTA. Soldagem a arco está entre esses dois extremos, com a processos individuais que variam  na entrada de calor. Para calcular o aporte de calor para os procedimentos de soldagem, a seguinte fórmula é usada:
{\displaystyle Q=\left({\frac {V\times I\times 60}{S\times 1000}}\right)\times \mathrm {Eficiencia} }
onde Q = calor inicial (kJ/mm), V = voltagem (V), I = corrente (A), e  S = velocidade (mm/min).
A eficiência depende do processo utilizado, o Soldagem com eletrodo revestido possui um valor de 0,75, MIG/MAG e Arco Submerso possui  0,9, e TIG  0,8.

## Efeitos
Essa região pode se tornar um elo fraco em uma junta soldada que normalmente seria resistente. As causas são varias como a estrutura granular da ZTA não é tão refinada e, portanto, é mais fraca que o metal de base circunvizinho ou do metal de solda com estrutura bruta de fusão. Outro caso que se a ZTA resfriar rapidamente em determinados aços, forma-se uma estrutura cristalina frágil e dura conhecida como martensita. Os poros relativamente grandes da zona termicamente afetada são sítios naturais de captura do hidrogênio atômico. Quando dois átomos de hidrogênio se encontram há uma união imediata entre eles para formar o hidrogênio molecular (H2, estado gasoso). As moléculas de hidrogênio resultantes são maiores que a estrutura cristalina do metal e podem ficar impedidas de migrarem livremente. À medida que mais e mais átomos de hidrogênio migram até os poros e formam moléculas que permanecem aprisionadas, podem se desenvolver enormes pressões internas. Os aços carbono e os de mais baixa resistência possuem elasticidade suficiente para acomodar as tensões internas resultantes da pressão do hidrogênio de forma que não causem trincas no aço. Por outro lado, aços que possuam alta dureza e alta resistência não apresentam elasticidade suficiente para acomodar a pressão, e se houver muito hidrogênio pode ocorrer fissuração.

## Características da Zona Afetada Termicamente
Características da ZTA dependem fundamentalmente do tipo de metal de base e do processo e procedimento de soldagem, isto é, do ciclo térmico e da repartição térmica. De acordo com o tipo de metal que esta sendo soldado, os efeitos do ciclo térmico poderão ser os mais variados. No caso de metais não transformáveis (por exemplo, alumínio), a mudança estrutural mais marcante será o crescimento de grãos ou o recozimento no caso das ligas endurecidas por encruamento. Em metais transformáveis, a ZTA será mais complexa. No caso de aços carbono e aços baixa-liga, as regiões características são apresentadas a seguir..